# Boff Serafine
Héctor Oscar Serafine (Buenos Aires, 28 de junio de 1957), conocido artísticamente como Boff Serafine, es un guitarrista, compositor y productor discográfico de rock argentino. Es reconocido por ser el fundador y ex-guitarrista de la banda Riff y Pappo y Hoy no es Hoy, también de Pappo como solista y Pappo's Blues en conjunto.

## Biografía
En 1980 es contactado por el músico Pappo, para formar la banda Riff junto a Vitico y Michel Peyronel. En la primera etapa de este grupo grabó los discos Ruedas de metal (1981), Macadam 3...2...1...0 (1981) , Contenidos (1982) y En acción (1983).
Tras la primera separación de la banda tocó en el disco de Pappo En concierto (1984) y formó el grupo Boxer en 1984, junto a Enrique Avellaneda en voz (ex La Máquina y Vox Dei), Rubén Ramírez en bajo y Juan "Locomotora" Espósito (ex El Reloj). Boxer grabó un disco titulado Vivir, crear, crecer (1986), sin embargo la banda no funcionó y se disolvió al poco tiempo fruto de tensiones internas entre los miembros de la misma. Boff también fue parte de Pappo y Hoy no es Hoy, quienes grabaron un álbum editado en 1987: Plan diabólico.
Luego volvería con Riff en 1990, y grabarían el disco Zona de nadie (1992), pero tras otro parate formaría el grupo "Boff y los Repuestos".
En 1995 reaparece junto con Riff teloneando a los Rolling Stones en febrero y a Motörhead en noviembre, y en 1997 graban el disco Que sea rock.
En el año 2001, lanza su primer disco solista de forma independiente, Harto de esperar y ese mismo año graban con Riff un recital en vivo en el Estadio Obras Sanitarias, que sería lanzado en la reedición del disco Que sea rock, en 2002. 
Fue parte de la última formación de Pappo's Blues, entre el 2001 y 2003. Luego en 2003 graba su segundo disco solista, Recargado y en 2004 no forma parte del regreso de Riff, al ser reemplazado por Nicolás Bereciartúa, hijo del bajista de la banda, Vitico.
En el año 2008, graba su tercer trabajo discográfico como solista, Hombre hostil. Además de su carrera como músico solista, Boff es productor discográfico y produjo a bandas como La Naranja (con quienes también tocó), La Cría, y Aspirina para Mirtha, entre otras, y también produjo las guitarras de los discos de Riff Zona de nadie y Que sea rock.

## Discografía

### Riff
- 1981 - Ruedas de metal
- 1981 - Macadam 3...2...1...0...
- 1982 - Contenidos
- 1983 - En acción
- 1992 - Zona de nadie
- 1995 - En vivo en La plata
- 1997 - Que sea rock

### Con Pappo
- 1984 - Pappo en concierto

### Boxer
- 1986 - Vivir, crear, crecer

### Pappo y Hoy no es Hoy
- 1987 - Plan diabólico

### Solista
- 2001 - Harto de esperar
- 2003 - Recargado
- 2008 - Un hombre hostil